# Ruud Hesp
Rudolfus Hubertus „Ruud“ Hesp (* 31. Oktober 1965 in Bussum, heute zu Gooise Meren) ist ein ehemaliger niederländischer Fußballtorhüter und heutiger Torwarttrainer.

## Karriere
Seine Karriere startete er 1985 bei HFC Haarlem, zwei Jahre später wechselte er zu Fortuna Sittard, wo er bis 1994 spielte. Anschließend ging er für drei Jahre zu Roda JC Kerkrade. 1997 wechselte er zum FC Barcelona, welchen er im Jahr 2000 Richtung Heimat zu Fortuna Sittard verließ. 2002 beendete er seine Karriere.
Hesp war mit dem niederländischen Nationalteam bei der EM 1996 und WM 1998 vertreten. Er war aber die klare Nummer 3 hinter Edwin van der Sar und Ed de Goey und kam so nie zu einem Einsatz.
Zurzeit ist Hesp Torwarttrainer von Beşiktaş İstanbul. 
Sein jüngerer Bruder Danny Hesp war ebenfalls Profi-Fußballer.

## Erfolge
- UEFA Super Cup: 1997
- Spanische Meisterschaft: 1998, 1999
- Spanischer Pokal: 1997, 1998
- Niederländischer Pokal: 1997
- Niederländische Vizemeisterschaft: 1995
- Teilnahme an einer Fußball-Weltmeisterschaft: 1998 (kein Einsatz)
- Teilnahme an einer Fußball-Europameisterschaft: 1996 (kein Einsatz)
- Bester Torhüter der Niederlande: 1989